# Tony Moilin
Jules Antoine Moilin, dit Tony Moilin, né le 21 mai 1832 à Cosne-sur-Loire (Nièvre) et mort le 28 mai 1871 à Paris, est un médecin, militant socialiste et membre de la Commune de Paris.

## Biographie
Élève puis assistant de Claude Bernard, Tony Moilin s'illustre, en 1865, par son dévouement au cours d'une épidémie de choléra et aussi par ses soins donnés aux pauvres dans les dispensaires de Paris sur la rue Rivoli et la rue de Seine.
En 1869, il rédige une utopie, Paris en l'an 2000, texte dans lequel il décrit ce que pourrait devenir la capitale au siècle prochain. Les rues-galeries qu'il décrit sont largement inspirées par l'œuvre de Charles Fourier.
En août 1870, il comparait avec une cinquantaine d'autres accusés (Edmond Mégy, Eugène Protot, etc.) devant une haute cour de justice qui le condamne à cinq ans de prison pour participation au "Complot de Blois" qui, sans doute monté de toute pièce par la police, mettait en cause les accusés d'avoir fomenté un projet d'assassinat contre Napoléon III. Moilin est libéré un mois plus tard avec la chute de l'empire puis, en janvier 1871, il est l'un des 140 signataires de l'Affiche rouge, appelant à la constitution de la Commune de Paris.

### La Commune
En 1871, il prend part à la Commune de Paris comme chirurgien-major du 193e bataillon de la Garde Nationale.  Il fait office de maire du 6e arrondissement de Paris pendant quelques jours. Fait prisonnier le 27 mai après avoir été dénoncé, il est condamné à mort le jour même par une cour martiale et fusillé le lendemain au jardin du Luxembourg. Sur l'insistance d'Anne-Charles Hérisson, maire du 6e arrondissement, il obtient d’épouser, deux heures avant son exécution, sa compagne Lucie Marie Repiquet, enceinte. Malgré la promesse reçue, son corps ne fut pas restitué à sa veuve mais jeté à la fosse commune pour éviter que sa sépulture ne devienne un lieu de glorification de la Commune.

## Publications
- Médecine physiologique : maladies des voies respiratoires : maladies des fosses nasales, de la gorge, du larynx, et de la poitrine, Paris, Adrien Delahaye, 1867, xi, 307, 23 cm (OCLC 876572991, lire en ligne)
- Programme de discussion pour les sociétés populaires, Paris, Gaittet, 1868, 8 p., in-8° (OCLC 457988131, lire en ligne).
- Traité élémentaire théorique et pratique de magnétisme : contenant toutes les indications nécessaires pour traiter soi-même, à l'aide du magnétisme animal, les maladies les plus communes, Paris, A. Lacroix, 1869, viii-335, in-18 (OCLC 457988158, lire en ligne).
- La Liquidation sociale, Paris, 1869, 32 p., 1 vol. ; in-32 (lire en ligne).
- Paris en l’an 2000, Paris, Librairie de la Renaissance, 1869, 188 p., 21 cm (OCLC 717895531, lire en ligne).

## Culture populaire
Tony Moilin est cité dans la chanson Elle n'est pas morte ! d'Eugène Pottier.